# Internationale Friedensfahrt 1961

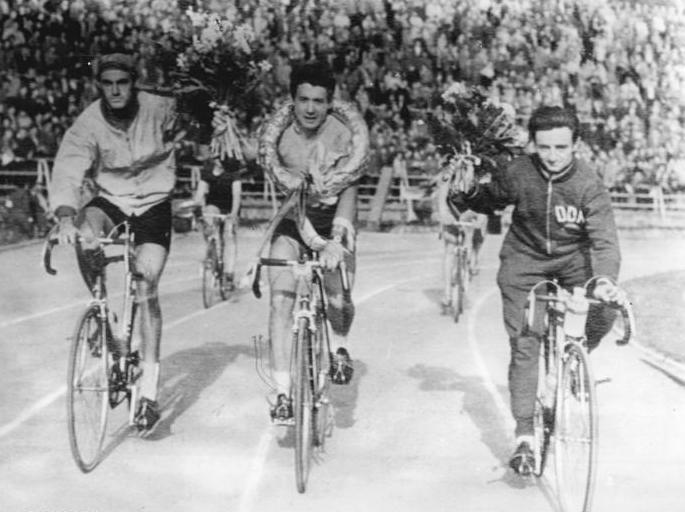
Gesamtsieger Juri Melichow (Mitte), 3. Eckstein (rechts)

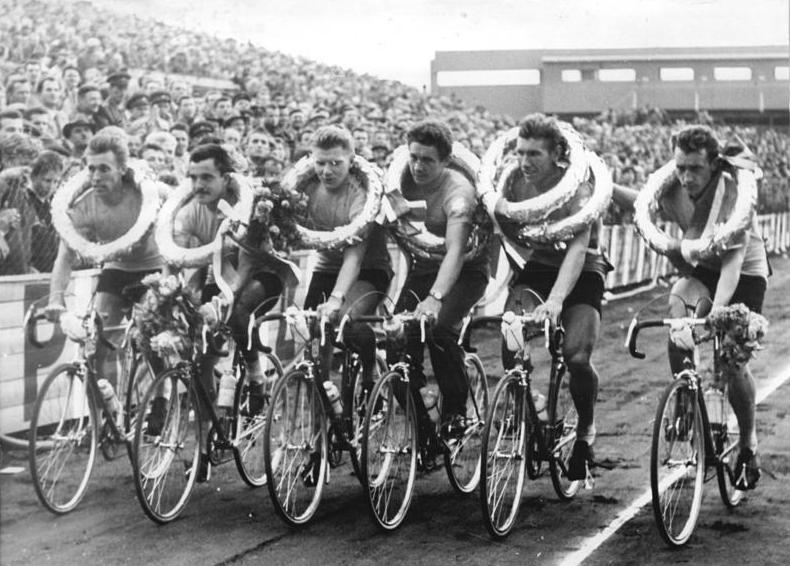
Die siegreiche Mannschaft der Sowjetunion: Moskwin, Tscherepowitsch, Melichow, Petrow, Saidchushin und Kapitonow (v. r. n. l.)

Die 14. Internationale Friedensfahrt (Course de la paix) war ein Radrennen, das vom 2. bis zum 16. Mai 1961 ausgetragen wurde. Die Tour verlief über 2435 Kilometer mit 13 Etappen von Warschau über Ost-Berlin nach Prag. Es siegten bei der Einzelwertung der sowjetische Fahrer Juri Melichow, in der Mannschaftswertung die Sowjetunion und in der Bergwertung Alexei Petrow, ebenfalls aus der Sowjetunion.

## Teilnehmer
Für die 14. Friedensfahrt hatten 15 Länder gemeldet, fünf weniger als im Vorjahr. Es fehlten diesmal unter anderem Belgien, Österreich und die Schweiz. Jedes Land war mit sechs Aktiven vertreten, sodass in Warschau 90 Fahrer an den Start gingen. Nur 61 erreichten das Ziel in Prag.
- Bulgarien
- Dänemark
- DDR
- Finnland
- Frankreich
- Großbritannien
- Jugoslawien
- Niederlande
- Norwegen
- Polen
- Rumänien
- Schweden
- Sowjetunion
- Tschechoslowakei
- Ungarn

Der Radsportverband der DDR hatte folgende Fahrer nominiert:
- Egon Adler
- Bernhard Eckstein
- Erich Hagen
- Lothar Höhne
- Gustav-Adolf Schur
- Manfred Weißleder

## Rennverlauf
Die 14. Auflage der Friedensfahrt wurde zum totalen Triumph der sowjetischen Mannschaft, die in allen Wertungskategorien den Sieger stellt. In der Einzelwertung errang sie mit Juri Melichow und Wiktor Kapitonow einen Doppelsieg. Die DDR-Fahrer, die den Ausfall von Egon Adler zu verkraften hatten, sicherte sich in der Mannschaftswertung Platz zwei, Bernhard Eckstein kam als bester DDR-Vertreter auf Rang drei. Während die DDR-Mannschaft durch Höhne (1.) und Hagen (7.) zwei Etappensiege verbuchen konnten, sicherte sich die Sowjetunion acht Tagessiege. Der souveräne Toursieger Melichow siegte allein viermal.
Die Entscheidung in der Mannschaftswertung fiel bereits auf der 5. Etappe. Im Ziel hatte die Sowjetunion drei Fahrer vorne und baute ihren Vorsprung gegenüber Polen auf mehr als eine Minute aus. Die DDR-Mannschaft hatte lange nur Platz drei inne, hatte gegenüber Polen als Zweite zwischen der 8. und der 11. Etappe über elf Minuten Rückstand. Auf der 12. Etappe gelang es aber den DDR-Fahren, Polen 24 Minuten abzunehmen und sich damit endgültig Platz zu sichern.
Der Einzelsieger Juri Melichow trug das Gelbe Trikot des Gesamtführenden unangefochten von der 2. bis zur letzten Etappe. Sein hartnäckigster Verfolger war DDR-Fahrer Bernhard Eckstein, der ihm bis zur 5. Etappe auf dem zweiten Rang folgte. Auf der 6. Etappe, einer Unwetterfahrt von Stettin nach Rostock verlor Eckstein jedoch zehn Minuten und fiel auf den dritten Platz zurück, den er aber bis zum Ende verteidigen konnte. Egon Adler schied bereits durch eine Erkältung geschwächt ibei der 5. Etappe aus.
| Etappe     | Start – Ziel               | Etappensieger                         | Etappen- länge | Zeit (h) |
| 01. Etappe | Rund um Warschau           | Lothar Höhne (DDR)                    | 136 km         | 3:14:53  |
| 02. Etappe | Warschau – Olsztyn         | Juri Melichow (Sowjetunion)           | 206 km         | 4:40:00  |
| 03. Etappe | Olsztyn – Danzig           | Gabriel Moiceanu (Rumänien)           | 204 km         | 4:54:35  |
| 04. Etappe | Świecie – Bydgoszcz        | Sowjetunion                           | 42 km (MZ)     | 1:03:34  |
| 04. Etappe | Bydgoszcz – Posen          | Alexei Petrow (Sowjetunion)           | 191 km         | 4:34:22  |
| 05. Etappe | Posen – Stettin            | Juri Melichow (Sowjetunion)           | 155 km         | 4:05:49  |
| 06. Etappe | Stettin – Rostock          | Ion Cosma (Rumänien)                  | 206 km         | 5:56:54  |
| 07. Etappe | Rostock – Ost-Berlin       | Erich Hagen (DDR)                     | 240 km         | 5:42:55  |
| 08. Etappe | Berlin – Leipzig           | Anatoli Tscherepowitsch (Sowjetunion) | 209 km         | 5:27:27  |
| 09. Etappe | Leipzig – Halle            | Alexei Petrow (Sowjetunion)           | 40 km (EZ)     | 1:02:57  |
| 09. Etappe | Halle – Karl-Marx-Stadt    | Juri Melichow (Sowjetunion)           | 143 km         | 3:45:49  |
| 10. Etappe | Karl-Marx-Stadt – Karlsbad | Ladislav Heller (Tschechoslowakei)    | 107 km         | 2:42:13  |
| 11. Etappe | Karlsbad – Tábor           | Alexei Petrow (Sowjetunion)           | 177 km         | 4:21:33  |
| 12. Etappe | Tábor – Brünn              | Juri Melichow (Sowjetunion)           | 125 km         | 2:46:29  |
| 13. Etappe | Brünn – Prag               | Juri Melichow (Sowjetunion)           | 224 km         | 6:28:03  |

EZ = Einzelzeitfahren

MZ = Mannschaftszeitfahren

## Endresultate
| Einzelwertung | Einzelwertung             | Einzelwertung | Einzelwertung |
| ------------- | ------------------------- | ------------- | ------------- |
|               | Fahrer                    | Mannschaft    | Zeit (h)      |
| 01.           | Juri Melichow             | Sowjetunion   | 61:15:24      |
| 02.           | Wiktor Kapitonow          | Sowjetunion   | 61:26:29      |
| 03.           | Bernhard Eckstein         | DDR           | 61:30:14      |
| 04.           | Anatoli Tscherepowitsch   | Sowjetunion   | 61:32:11      |
| 05.           | Vagn Bangsborg            | Dänemark      | 61:32:22      |
| 06.           | Gunnar Göransson          | Schweden      | 61:33:05      |
| 07.           | Ion Cosma                 | Rumänien      | 61:34:06      |
| 08.           | Gustav-Adolf Schur        | DDR           | 61:36:12      |
| 09.           | Erich Hagen               | DDR           | 61:37:56      |
| 10.           | Trygve Lullau             | Norwegen      | 61:39:39      |
| 11.           | Manfred Weißleder         | DDR           | 61:42:24      |
| 12.           | lb Varbaek                | Dänemark      | 61:43:05      |
| …             |                           |               |               |
| 28.           | Lothar Höhne              | DDR           | 61:51:50      |
| …             |                           |               |               |
| 61.           | Matti Hovi                | Finnland      | 68:11:16      |
|               | ausgeschieden: Egon Adler | DDR           |               |

| Mannschaftswertung         | Mannschaftswertung | Mannschaftswertung | Mannschaftswertung |
| -------------------------- | ------------------ | ------------------ | ------------------ |
|                            | Mannschaft         | Zeit (h)           |                    |
| 01.                        | Sowjetunion        | 185:09:52          |                    |
| 02.                        | DDR                | 185:36:01          |                    |
| 03.                        | Rumänien           | 185:54:24          |                    |
| 04.                        | Polen              | 186:00:22          |                    |
| 05.                        | Schweden           | 186:02:13          |                    |
| 06.                        | Tschechoslowakei   | 186:12:07          |                    |
| 07.                        | Ungarn             | 186:30:20          |                    |
| 08.                        | Bulgarien          | 186:42:30          |                    |
| 09.                        | Großbritannien     | 186:49:08          |                    |
| 10.                        | Dänemark           | 186:56:06          |                    |
| 11.                        | Frankreich         | 187:51:43          |                    |
| 12.                        | Jugoslawien        | 188:47:22          |                    |
| 13.                        | Norwegen           | 189:51:38          |                    |
| 14.                        | Finnland           | 196:42:05          |                    |
| ausgeschieden: Niederlande |                    |                    |                    |

| Bergwertung | Bergwertung        | Bergwertung    | Bergwertung |
| ----------- | ------------------ | -------------- | ----------- |
|             | Fahrer             | Mannschaft     | Punkte      |
| 01.         | Alexej Petrow      | Sowjetunion    | 27          |
| 02.         | Gainan Saidchushin | Sowjetunion    | 26          |
| 03.         | Bernhard Eckstein  | DDR            | 20          |
| 04.         | Ken Laidlaw        | Großbritannien | 20          |
| 05.         | Wiktor Kapitonow   | Sowjetunion    | 15          |